# Гексафторбензол
Гексафторбензо́л (перфторбензо́л) — химическое соединение углерода и фтора с химической формулой C6F6, один из представителей ароматических перфторированных фторорганических соединений (перфтораренов).

## Физические и химические свойства
Гексафторбензол — бесцветная жидкость. Растворим в органических растворителях, не растворим в воде.
Гексафторбензол вступает в реакции нуклеофильного замещения:
{\displaystyle {\mathsf {C_{6}F_{6}{\xrightarrow[{150-200^{o}C}]{NH_{4}OH}}C_{6}F_{5}NH_{2}}}}
Реакция гексафторбензола с электрофильными реагентами приводит к разрушению ароматической системы. Так, в реакции с азотной кислотой образуется перфторхинон.
В реакции с активными радикалами происходит замещение одного или нескольких атомов фтора:
{\displaystyle {\mathsf {C_{6}F_{6}+CF_{3}\cdot \rightarrow C_{6}F_{5}CF_{3}+F\cdot }}}

## Получение
Гексафторбензол получают следующими способами:
- Реакция фторидов щелочных металлов с гексахлорбензолом:

{\displaystyle {\mathsf {C_{6}Cl_{6}+6NaF{\xrightarrow[{500-600^{o}C,\ 8-10MPa}]{}}C_{6}F_{6}+6NaCl}}}
- Пиролиз фтортрибромметана в присутствии катализатора (Pt) при 630-640 °C
- Фторирование бензола:

{\displaystyle {\mathsf {C_{6}H_{6}{\xrightarrow[{}]{CoF_{3}}}C_{6}F_{12}{\xrightarrow[{500-600^{o}C}]{Fe}}C_{6}F_{6}}}}
{\displaystyle {\mathsf {C_{6}H_{6}{\xrightarrow[{}]{CoF_{3}}}C_{6}H_{3}F_{9}{\xrightarrow[{}]{KOH}}C_{6}F_{6}}}}

## Применение
Гексафторбензол используется для синтеза полифторароматических соединений и как растворитель органических веществ.
Также как и тетраметилсилан, применяемый в качестве эталона химического сдвига в протонной ЯМР-спектроскопии, Гексафторбензол используется как эталон для относительного измерения химического сдвига при ЯМР-спектроскопии на ядрах фтора-19.